# Ian McDonald (escritor)
Ian McDonald (Mánchester, 31 de marzo de 1960) es un escritor de ciencia ficción y fantasía galés-irlandés. Hijo de madre irlandesa y padre escocés, en 1965 se mudó junto a su familia a Irlanda del Norte.
Sus novelas y cuentos a menudo hacen referencia a la situación en Irlanda del Norte, y hacen mención a los conflictos periódicos entre dos poblaciones con diferencias religiosas  de origen. En Sacrifice of Fools por ejemplo, relata los conflictos que se producen con la llegada de extraterrestres.
En 2004, su novela River of Gods recibió el Premio BSFA, que además le valió una nominación para el Premio Hugo a la mejor novela. En 2007, vuelve a ganar el Premio BSFA por la novela Brasyl, la que recibe una nueva nominación al Premio Hugo.
Su novela corta The Djinn's Wife ganó el Premio Hugo al mejor relato en 2007, además de recibir nuevamente un Premio BSFA. También ha recibido dos Grand Prix de l'Imaginaire por las traducciones de sus novelas King of Morning, Queen of Day en 2009 y por River of Gods' en 2011.

## Obras
Series de ficción
- Chaga
  - Toward Kilimanjaro (1990)
  - Chaga (1995), que apareció también como Evolution's Shore
  - Kirinya (1998)
  - Tendeléo's Story (2000)
- Universo de Camino Desolación
  - Camino Desolación ✍ (1988)
  - The Luncheonette of Lost Dreams (1992)
  - Ares Express (2001)
- Everness
  - 1 Planesrunner (2011)
  - 2 Be My Enemy (2012)
- India 2047
  - El río de los dioses ✍ (2004)
  - The Little Goddess (2005)
  - The Djinn's Wife ✍ (2006)
  - Kyle Meets the River (2006)
  - Sanjeev and Robotwallah (2007)
  - The Dust Assassin (2008)
  - An Eligible Boy (2008)
  - Cyberabad Days (2009)
  - Vishnu at the Cat Circus (2009)
- Serie Luna

1. Luna: Luna nueva ✍ (2015)
2. Luna: Luna de lobos ✍ (2017)
3. Luna: Luna ascendente ✍ (2019)

Novelas
- Out on Blue Six (1989)
- King of Morning, Queen of Day (1991)
- Hearts, Hands and Voices (1992), que apareció también como The Broken Land
- Kling Klang Klatch (1992) with David Lyttleton
- Scissors Cut Paper Wrap Stone (1994)
- Necroville (1994), que apareció también como Terminal Café
- Sacrifice of Fools (1996)
- Brasyl ✍ (2007)
- The Dervish House ✍ (2010)